# 学都仙台コンソーシアム
学都仙台コンソーシアム（がくとせんだいコンソーシアム、英: the Academic Consortium of Sendai）とは、加盟する大学等の高等教育機関同士や、大学等と市民・企業・行政との協業を推進するための機関。人材育成、知的資源の利活用、市民生活の質向上、地域の発展、および「学都仙台」のブランド力向上を図ることを目的としている。
2005年（平成17年）5月30日に開催された第16回仙台学長会議においてコンソーシアム設立の検討が始まり、2006年（平成18年）9月26日に設立された。事務所は、宮城県仙台市青葉区一番町の仙台市市民活動サポートセンター（日専連ビーブ、北緯38度15分46.5秒 東経140度52分21.9秒）にある。

## 加盟団体
- ： 学都仙台オンライン目録 (OPAC) でネット検索できる図書館を持つ団体。
- ： 大学病院（東北福祉大学には医学部なし）
- 東北文化学園大学には総合研究発達センター附属国見の杜クリニックが併設されている。

### 教育機関
| 県     | 地域圏     | 加盟団体 | 加盟団体                   | 所在地                     | 所在地         | 所在地                                 |
| 県     | 地域圏     | 種別     | 名称                       | 本部/キャンパス            | 市区町村       | 位置                                   |
| ------ | ---------- | -------- | -------------------------- | -------------------------- | -------------- | -------------------------------------- |
| 宮城県 | 仙台都市圏 | 国立大学 | 東北大学                   | 青葉山キャンパス           | 仙台市青葉区   | 北緯38度15分18秒 東経140度50分7.7秒    |
| 宮城県 | 仙台都市圏 | 国立大学 | 東北大学                   | 川内キャンパス             | 仙台市青葉区   | 北緯38度15分33.9秒 東経140度51分5.1秒  |
| 宮城県 | 仙台都市圏 | 国立大学 | 東北大学                   | （本部）片平キャンパス     | 仙台市青葉区   | 北緯38度15分14.9秒 東経140度52分25秒   |
| 宮城県 | 仙台都市圏 | 国立大学 | 東北大学                   | 星陵キャンパス             | 仙台市青葉区   | 北緯38度16分19秒 東経140度51分40.5秒   |
| 宮城県 | 仙台都市圏 | 国立大学 | 宮城教育大学               | （本部）青葉山キャンパス   | 仙台市青葉区   | 北緯38度15分32.6秒 東経140度49分51.4秒 |
| 宮城県 | 仙台都市圏 | 国立大学 | 宮城教育大学               | 上杉キャンパス             | 仙台市青葉区   | 北緯38度16分39.8秒 東経140度52分33.9秒 |
| 宮城県 | 仙台都市圏 | 公立大学 | 宮城大学                   | 太白キャンパス             | 仙台市太白区   | 北緯38度13分24.4秒 東経140度49分0秒    |
| 宮城県 | 仙台都市圏 | 公立大学 | 宮城大学                   | （本部）大和キャンパス     | 黒川郡大和町   | 北緯38度20分54.6秒 東経140度50分22.6秒 |
| 宮城県 | 仙台都市圏 | 私立大学 | 尚絅学院大学               | （本部）ゆりが丘キャンパス | 名取市         | 北緯38度11分45.4秒 東経140度49分45.6秒 |
| 宮城県 | 仙台都市圏 | 私立大学 | 仙台白百合女子大学         | （本部）キャンパス         | 仙台市泉区     | 北緯38度19分17.2秒 東経140度54分13.7秒 |
| 宮城県 | 仙台都市圏 | 私立大学 | 東北医科薬科大学           | （本部）小松島キャンパス   | 仙台市青葉区   | 北緯38度17分6.6秒 東経140度53分6.6秒   |
| 宮城県 | 仙台都市圏 | 私立大学 | 東北医科薬科大学           | 福室キャンパス             | 仙台市宮城野区 | 北緯38度16分9.4秒 東経140度58分1秒     |
| 宮城県 | 仙台都市圏 | 私立大学 | 東北学院大学               | 泉キャンパス               | 仙台市泉区     | 北緯38度19分45.3秒 東経140度54分6.5秒  |
| 宮城県 | 仙台都市圏 | 私立大学 | 東北学院大学               | 多賀城キャンパス           | 多賀城市       | 北緯38度17分44.2秒 東経141度0分9.9秒   |
| 宮城県 | 仙台都市圏 | 私立大学 | 東北学院大学               | （本部）土樋キャンパス     | 仙台市青葉区   | 北緯38度14分58.8秒 東経140度52分38秒   |
| 宮城県 | 仙台都市圏 | 私立大学 | 東北工業大学               | （本部）八木山キャンパス   | 仙台市太白区   | 北緯38度14分45.7秒 東経140度51分8.4秒  |
| 宮城県 | 仙台都市圏 | 私立大学 | 東北工業大学               | 長町キャンパス             | 仙台市太白区   | 北緯38度14分6.5秒 東経140度52分24.8秒  |
| 宮城県 | 仙台都市圏 | 私立大学 | 東北生活文化大学           | （本部）虹の丘キャンパス   | 仙台市泉区     | 北緯38度18分15.7秒 東経140度52分21.1秒 |
| 宮城県 | 仙台都市圏 | 私立大学 | 東北福祉大学               | 北山キャンパス             | 仙台市青葉区   | 北緯38度16分51.5秒 東経140度51分1.7秒  |
| 宮城県 | 仙台都市圏 | 私立大学 | 東北福祉大学               | （本部）国見キャンパス     | 仙台市青葉区   | 北緯38度16分46.4秒 東経140度50分53.6秒 |
| 宮城県 | 仙台都市圏 | 私立大学 | 東北福祉大学               | 国見ヶ丘第1キャンパス      | 仙台市青葉区   | 北緯38度17分6.4秒 東経140度50分7.2秒   |
| 宮城県 | 仙台都市圏 | 私立大学 | 東北福祉大学               | 国見ヶ丘第2キャンパス      | 仙台市青葉区   | 北緯38度17分28.2秒 東経140度50分1.3秒  |
| 宮城県 | 仙台都市圏 | 私立大学 | 東北福祉大学               | ステーションキャンパス     | 仙台市青葉区   | 北緯38度16分47.6秒 東経140度50分34.9秒 |
| 宮城県 | 仙台都市圏 | 私立大学 | 東北福祉大学               | 仙台駅東口キャンパス       | 仙台市宮城野区 | 北緯38度15分36.8秒 東経140度53分9秒    |
| 宮城県 | 仙台都市圏 | 私立大学 | 東北文化学園大学           | （本部）国見キャンパス     | 仙台市青葉区   | 北緯38度16分36.6秒 東経140度50分2.1秒  |
| 宮城県 | 仙台都市圏 | 私立大学 | 宮城学院女子大学           | （本部）桜ケ丘キャンパス   | 仙台市青葉区   | 北緯38度18分25.1秒 東経140度51分16秒   |
| 宮城県 | 仙台都市圏 | 私立短大 | 聖和学園短期大学           | （本部）キャンパス         | 仙台市泉区     | 北緯38度18分23.7秒 東経140度48分43.8秒 |
| 宮城県 | 仙台都市圏 | 私立短大 | 仙台赤門短期大学           | （本部）キャンパス         | 仙台市青葉区   | 北緯38度15分43秒 東経140度50分20秒     |
| 宮城県 | 仙台都市圏 | 私立短大 | 仙台青葉学院短期大学       | （本部）五橋キャンパス     | 仙台市若林区   | 北緯38度15分12.1秒 東経140度53分1秒    |
| 宮城県 | 仙台都市圏 | 私立短大 | 仙台青葉学院短期大学       | 中央キャンパス             | 仙台市青葉区   | 北緯38度15分27.2秒 東経140度52分40.9秒 |
| 宮城県 | 仙台都市圏 | 私立短大 | 仙台青葉学院短期大学       | 長町キャンパス             | 仙台市太白区   | 北緯38度13分47.9秒 東経140度52分53.7秒 |
| 宮城県 | 仙台都市圏 | 私立短大 | 東北生活文化大学短期大学部 | （本部）キャンパス         | 仙台市泉区     | 北緯38度18分14秒 東経140度52分19.3秒   |
| 宮城県 | 仙台都市圏 | 国立高専 | 仙台高等専門学校           | （本部）名取キャンパス     | 名取市         | 北緯38度10分3.4秒 東経140度51分54.1秒  |
| 宮城県 | 仙台都市圏 | 国立高専 | 仙台高等専門学校           | 広瀬キャンパス             | 仙台市青葉区   | 北緯38度16分33.1秒 東経140度45分6.4秒  |
| 宮城県 | 仙台都市圏 | 特殊法人 | 放送大学                   | （本部）宮城学習センター   | 仙台市青葉区   | 北緯38度15分19.1秒 東経140度52分10.7秒 |
| 宮城県 | 仙南圏     | 私立大学 | 仙台大学                   | （本部）キャンパス         | 柴田郡柴田町   | 北緯38度3分5.1秒 東経140度46分17.7秒   |
| 宮城県 | 石巻圏     | 私立大学 | 石巻専修大学               | （本部）キャンパス         | 石巻市         | 北緯38度27分13.9秒 東経141度17分39.4秒 |
| 宮城県 | 大崎圏     | 私立短大 | 宮城誠真短期大学           | （本部）キャンパス         | 大崎市         | 北緯38度34分48.6秒 東経140度58分23.2秒 |
| 山形県 | 村山地方   | 私立大学 | 東北芸術工科大学           | （本部）キャンパス         | 山形市         | 北緯38度13分6.6秒 東経140度20分43.5秒  |

※ 山形県山形市に本部を置く東北芸術工科大学の大学院の一部が、「東北芸術工科大学・大学院仙台スクール」との名称で、仙台駅西口にある超高層ビル「アエル（AER）」に設置されている。

### 教育機関以外
- 公益財団法人 仙台観光国際協会（北緯38度15分32.7秒 東経140度52分1秒 / 北緯38.259083度 東経140.86694度）
- 認可法人 仙台商工会議所（北緯38度15分55.4秒 東経140度52分21秒 / 北緯38.265389度 東経140.87250度）
- 一般財団法人 東北多文化アカデミー
  - 仙台駅前事務所（北緯38度15分31.7秒 東経140度52分43.1秒 / 北緯38.258806度 東経140.878639度）
  - 学都仙台日本語研修センター（北緯38度15分16.9秒 東経140度52分10.4秒 / 北緯38.254694度 東経140.869556度）
- 一般社団法人 みやぎ工業会（北緯38度21分4.2秒 東経140度50分36.9秒 / 北緯38.351167度 東経140.843583度）
- 国立研究開発法人 理化学研究所（光量子工学研究領域、北緯38度14分48.4秒 東経140度49分39.7秒）
- 宮城県庁（北緯38度16分6.9秒 東経140度52分19.2秒、 宮城県図書館）
- 仙台市役所（北緯38度16分5.2秒 東経140度52分10.1秒、 仙台市図書館・仙台文学館）

## 学都仙台単位互換ネットワーク
学都仙台単位互換ネットワークとは、学都仙台コンソーシアム加盟校同士での単位互換を制度化し、学生の交流を促進するシステムのこと。
学都仙台コンソーシアム加盟校に所属する学生は、他大学等で開講される科目を規定の範囲内で履修することができ、それを所属する大学等における卒業要件単位として認められる。また、学都仙台サテライトキャンパスでの講義も無料で履修でき、卒業要件単位としても認められる。

## 学都仙台サテライトキャンパス
設置主体は、東北学院大学・東北文化学園大学・宮城教育大学・仙台市であるが、その他の学都仙台コンソーシアム加盟校の教授陣が大学の学期にあわせて毎週講義をしている。受講資格は、学都仙台コンソーシアム加盟校に所属する学生、および、一般受講者。
キャンパスは、一番町にある仙台市市民活動サポートセンター（旧・日専連ビーブビル）に開設されている。最寄り駅は仙台市地下鉄南北線・広瀬通駅。

## 学都仙台オンライン目録 (OPAC)
学都仙台コンソーシアム加盟校（一部大学は検索されない）、宮城県図書館、仙台市図書館、仙台文学館の蔵書目録を同時に検索することができるOPACが運用されている。学都仙台コンソーシアム加盟校に所属する者は、他大学の図書館の利用や蔵書の貸出も可能。